# Cablu patch

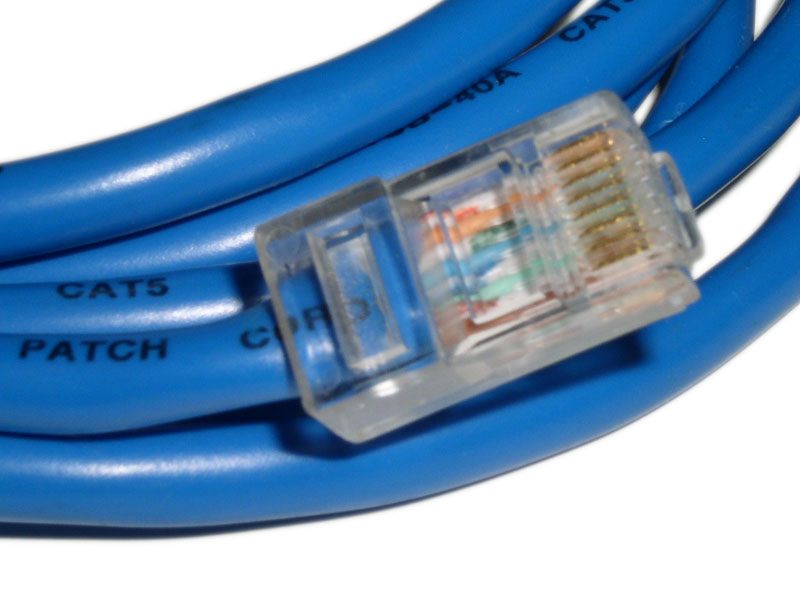
Cablu patch

Cablu patch (în engleză Patch Cord) este un cablu electric sau optic, de lungime de obicei mică, cu conectori la capete, care se folosește pentru conectarea echipamentelor terminale între ele sau cu prizele de perete sau din dulap.